# کلاید بیتی

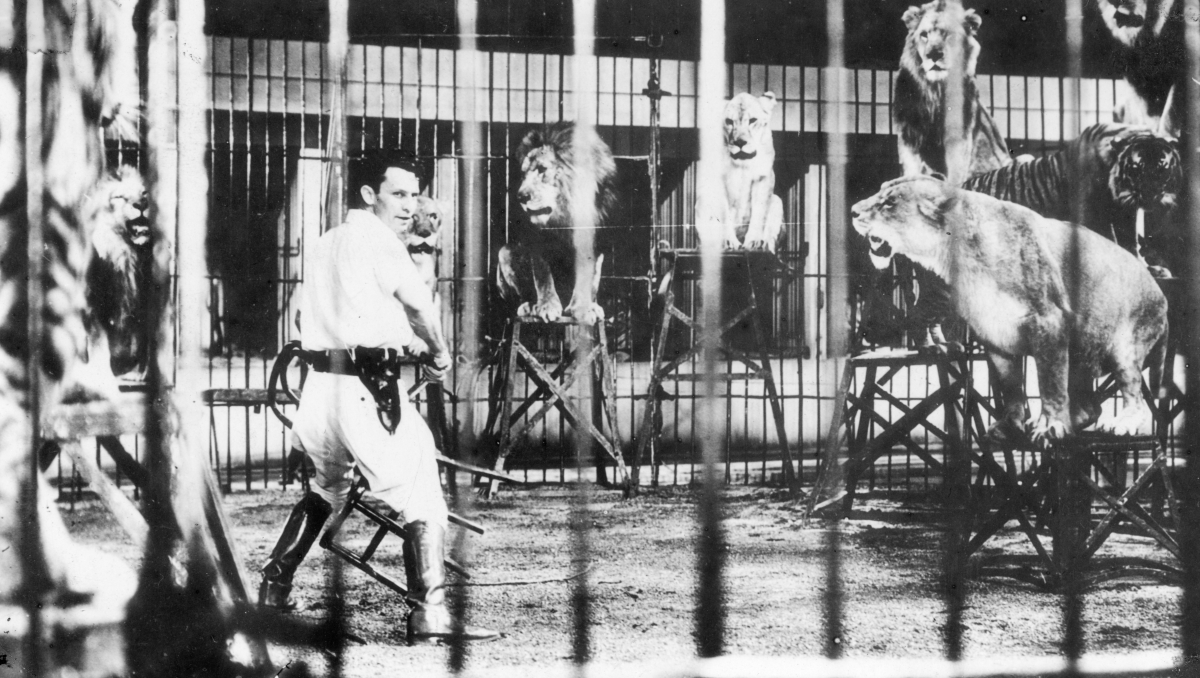
کلاید بیتی یک هنرپیشه و هنرمند سیرک اهل ایالات متحده آمریکا بود.

کلاید بیتی (انگلیسی: Clyde Beatty; ۱۰ ژوئن ۱۹۰۳ – ۱۹ ژوئیهٔ ۱۹۶۵) یک هنرپیشه و هنرمند سیرک اهل ایالات متحده آمریکا بود.
وی بازیگر فیلم‌هایی همچون جنگل گمشده و زن جنگل بوده است.